# Бабића језеро
Бабића језеро је језеро (горско око) у републици Хрватској. Налази се у вапненачком окружју.
Смјештен је код засеока Бабићи код Личког Тишковца. Удаљено је око 300 метара од села. Када су обилне кише и када се снегови топе, његова воде се прелива кроз порозне кречњачке стене и у виду потока хрли ка Бутижници, која даље наставља ка Книну и Крки, па према Шибенику и Јадранском мору.
Површина износи 1,65 хектара.
До језера се аутомобилом може доћи само са стране Босне и Херцеговине.

## Особине
Вода је модрозелене боје која се прелива преко стијена за вријеме обилних киша или тијеком топљења снијега. Иако је већину године вода хладна, у љетним мјесецима се загрије, а температура је повољна за купање. Због изнимно топлог времена за овај дио године, водостај је на Бабића језеру и даље врло низак.